# Damien Walters
Damien G. Walters é um ginasta e dublê britânico nascido em 6 de abril de 1982, especialista ginástica acrobática chamada de tumbling, reconhecido por vídeos postados na internet e por  ,  participar como dublê em alguns filmes .

## Filmografia
- 2012 : 007 - Operação Skyfall
- 2011 : Sherlock Holmes: O Jogo de Sombras
- 2011 : Capitão América
- 2010 : Scott Pilgrim Contra o Mundo (“Scott Pilgrim vs. the World”)
- 2010 : Kick-Ass
- 2008 : Hellboy II: O Exército Dourado